# Ernestinum Rinteln
Das Gymnasium Ernestinum Rinteln ist ein allgemeinbildendes neusprachliches Gymnasium in Rinteln (Landkreis Schaumburg). Es trägt zudem den Titel Europaschule.

## Allgemeines
Am Ernestinum werden ca. 1200 Schüler vor allem aus der Stadt Rinteln und der Nachbargemeinde Auetal in den Jahrgängen 5 bis 13 unterrichtet. Das Gymnasium bietet seinen Schülern im sprachlichen Bereich die Fremdsprachen Englisch, Französisch, Latein, Spanisch und Chinesisch an und deckt zudem den mathematisch-naturwissenschaftlichen und den musisch-künstlerischen Bereich ab. Das Ernestinum unterhält Patenschaften mit Schulen in Belgien, China, Frankreich, Japan, den Niederlanden, Polen, Spanien und den USA.

## Zur Geschichte
Die Gründung der Academia Ernestina als Gymnasium illustre im Jahr 1610 durch Graf Ernst zu Holstein-Schaumburg in Stadthagen erfolgte im Hinblick auf die damit vorbereitete Errichtung einer eigenen Landesuniversität. Neun Jahre später wurde die Einrichtung in den Rang einer Universität erhoben und in das Jakobskloster der Zisterzienserinnen nach Rinteln verlegt. In der napoleonischen Zeit verfügte König Jérôme Bonaparte die Aufhebung der Universität Rinteln und nach deren Schließung 1810 die Überführung der Buchbestände an die Universität Marburg. Nach dem Zerfall des napoleonischen Königreichs Westphalen wurde eine Neugründung der Universität Rinteln vom kurhessischen Landesherrn abgelehnt.

### Im 19. Jahrhundert

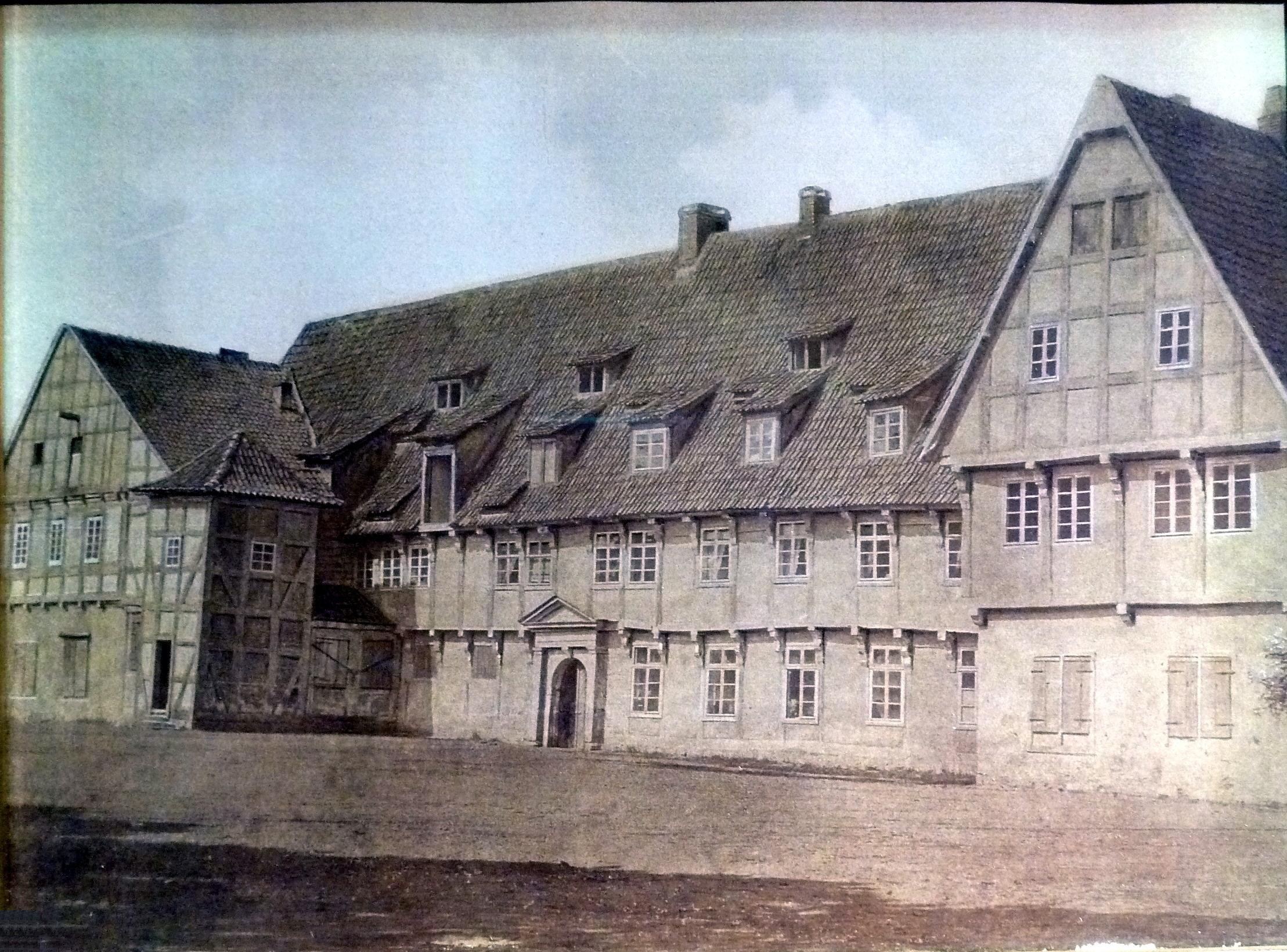
Bis zum Abriss des alten Universitätsgebäudes war das Gymnasium dort untergebracht

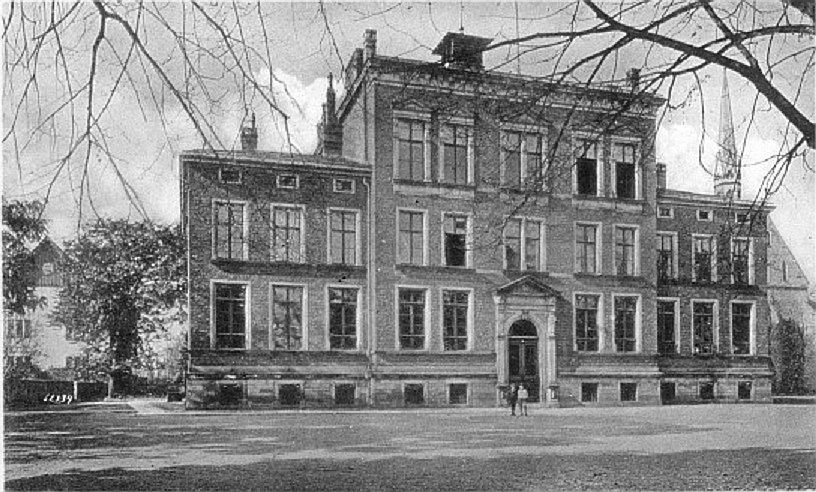
Neubau des Königlich Preußischen Gymnasiums von 1875 (Foto 1916)

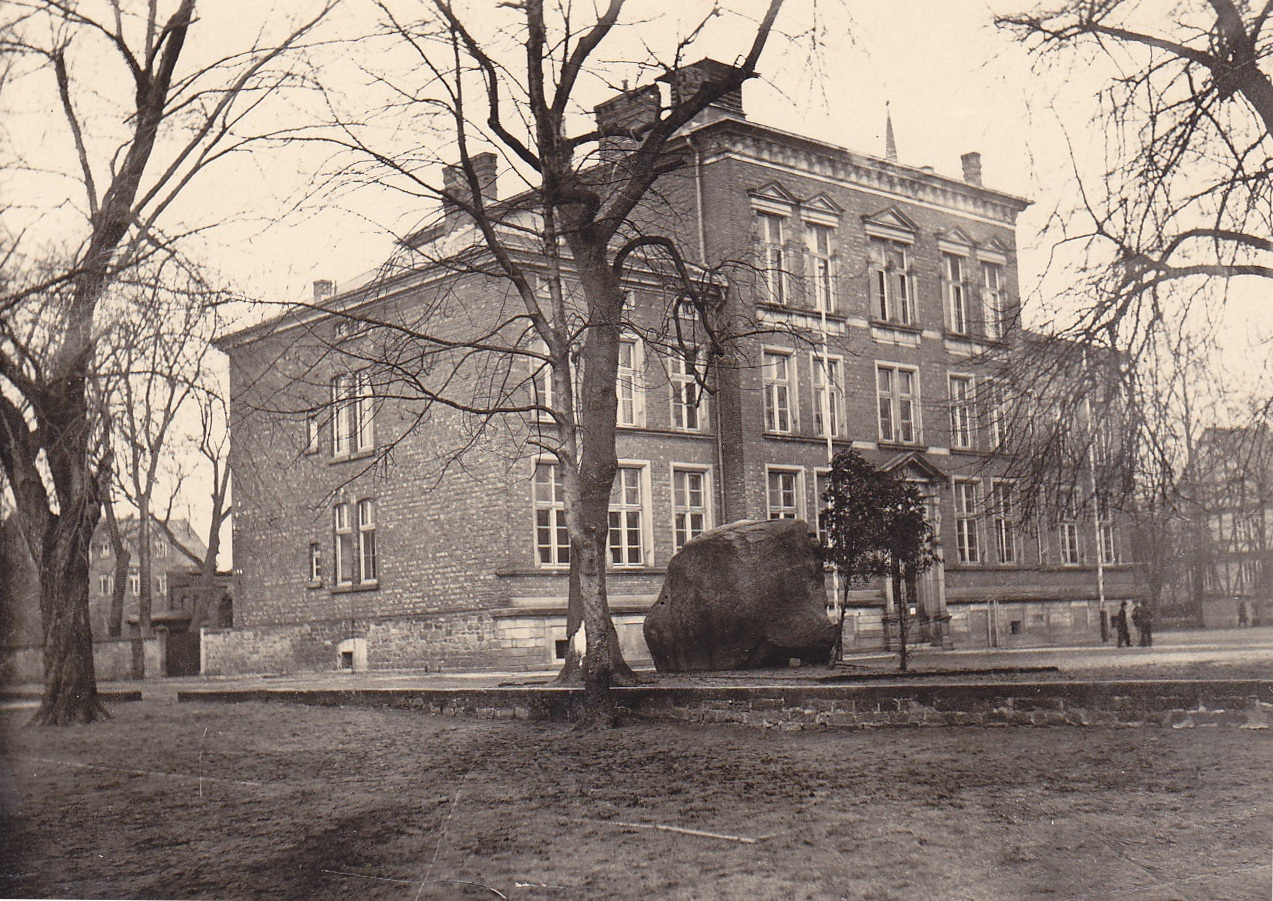
Das Gymnasium in den 1940ern

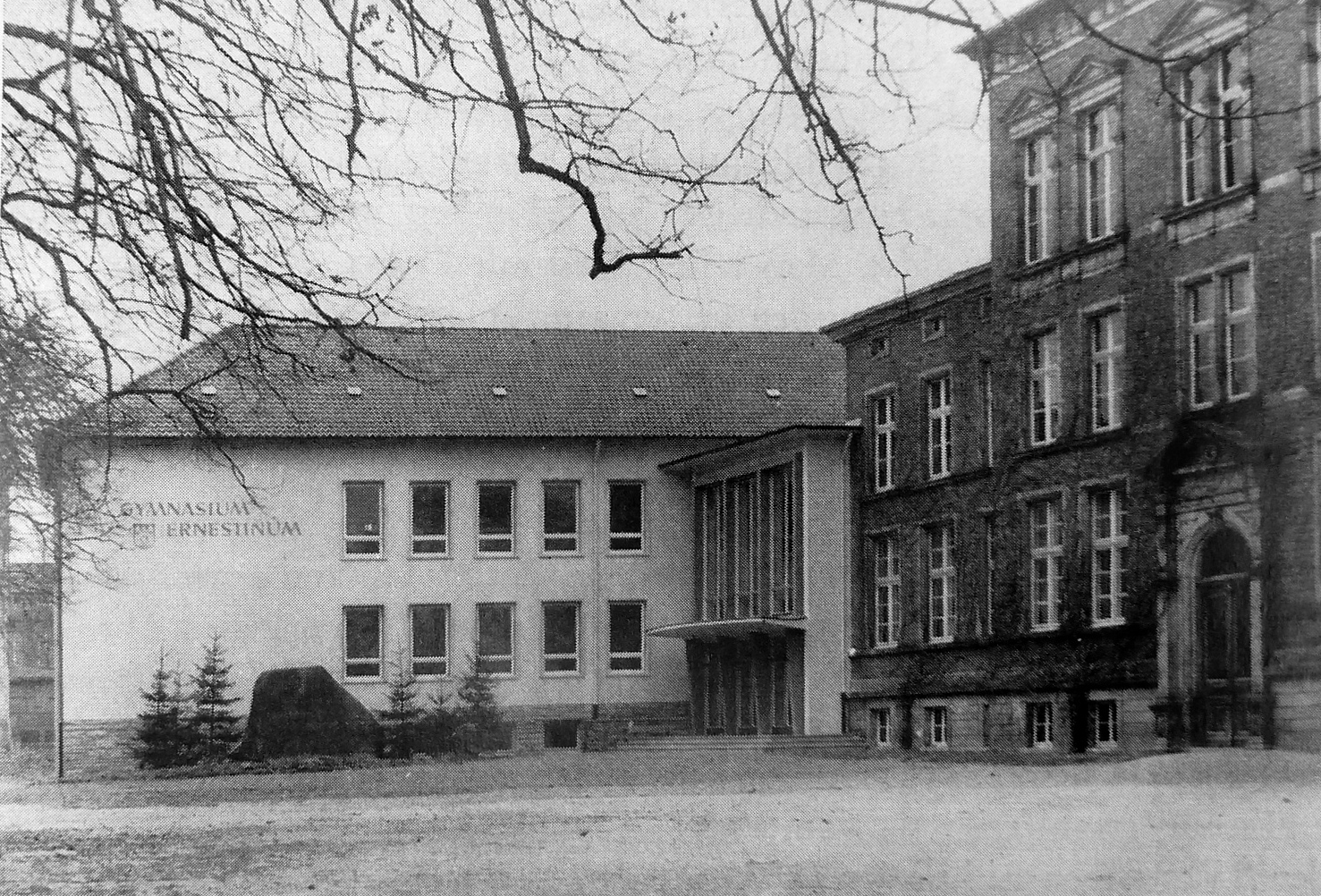
Erweiterung durch Anbau von 1956

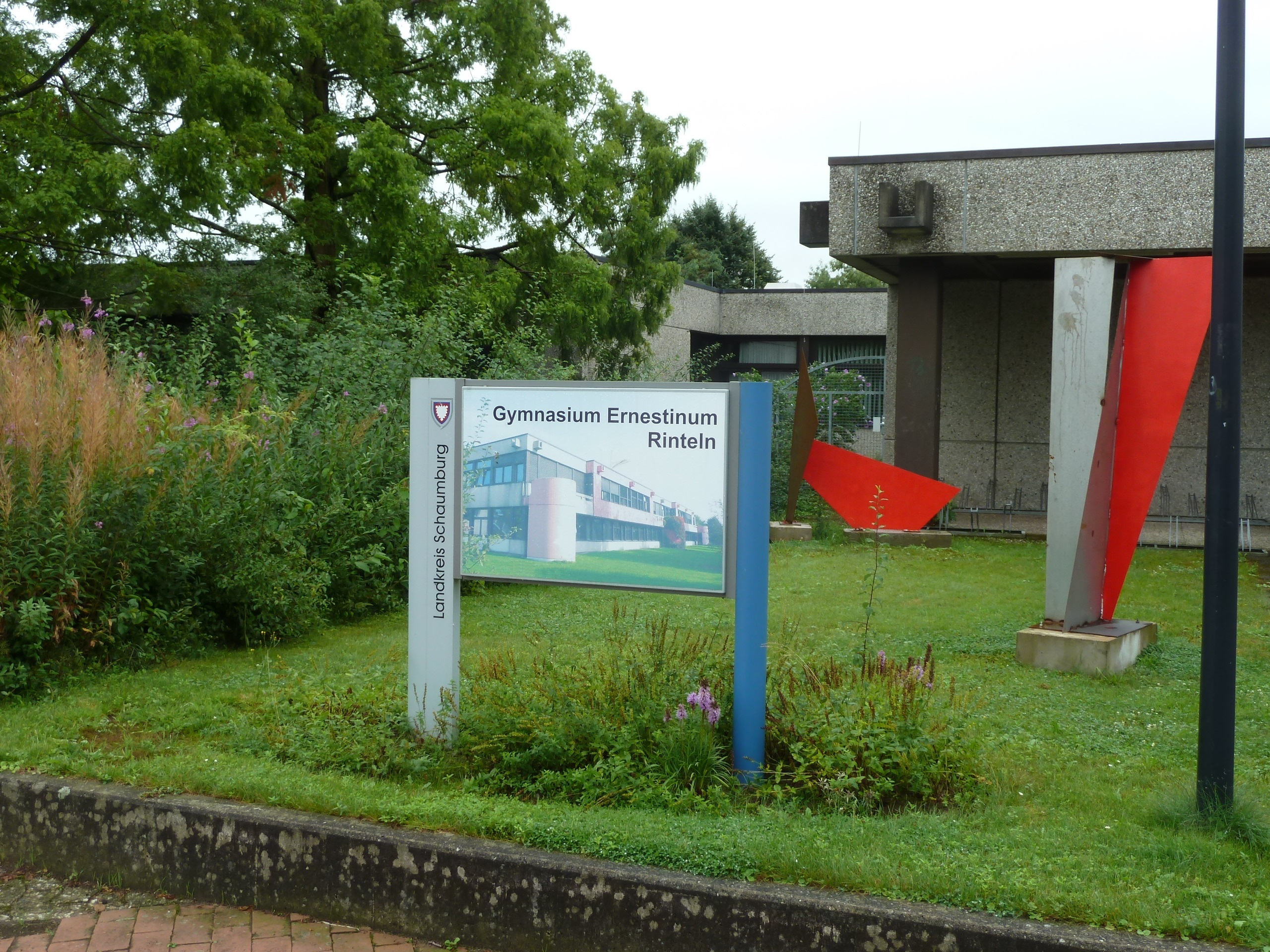
1975 errichtetes neues Schulzentrum des Ernestinums

Einer erfolglosen Initiative der Rintelner Ratsherrn zur Neugründung der Universität ist zu verdanken, dass es im Jahr 1816 immerhin zur Gründung und im November 1817 zur Eröffnung des akademischen Gymnasiums Ernestinum kam. Mit zunächst 54 Schülern (der Jahrgangsstufen Quarta, Tertia und Sekunda) wurde es neben den Schulen in Kassel, Marburg, Hanau, Fulda und Hersfeld damit zum sechsten Gymnasium in Kurhessen. Der Unterricht erfolgte zunächst in den Räumen des alten Universitätsgebäudes, mit dessen Abriss um 1873 Platz geschaffen wurde für die Errichtung eines neuen Gebäudes für das Gymnasium, das bis 1875 nach Entwürfen des Berliner Architekten Gustav Knoblauch fertig gestellt wurde.
Zwar war schon bei Gründung eine Trennung in Gelehrten- und Bürgerschule vorgesehen, gleichwohl orientierte sich der Unterricht an der humanistischen Vorstellung von der „Erziehung des Menschen zum Menschen“ im Sinne der klassischen Paideia. Ziel war also vorrangig eine Beschäftigung mit Lerngegenständen, die frei vom reinen Zweckgedanken waren und eher dem von Wilhelm von Humboldt formulierten Bildungsideal entsprechen sollten. Dieses Ideal erhoffte man durch die ausführliche Beschäftigung mit den Alten Sprachen zu erreichen. Dementsprechend wurde diesen Fächern bis zum Zweiten Weltkrieg das bei weitem größte Stundendeputat zugewiesen. Wohl auf Betreiben des städtischen Bürgertums wurden ab 1841 neben den rein humanistischen Klassen auch Realklassen eingerichtet, deren Lernstoff sich stärker an den Bedürfnissen des späteren Berufslebens orientierte. Nach 1866 stand Hessen-Nassau und damit das Gymnasium Ernestinum unter preußischer Oberhoheit. Bis 1918 blieb die Schule Königlich Preußisches Gymnasium.

### 1914 bis 1945
Im Ersten Weltkrieg meldeten sich nach der deutschen Mobilmachung am 31. Juli 1914 viele Schüler bis hinunter zur Jahrgangsstufe der Untersekunda (den heutigen Zehntklässlern) als Kriegsfreiwillige. Insgesamt nahmen 49 aktive Schüler des Gymnasiums am Krieg teil, von denen 24 fielen. Von den drei einberufenen Lehrern wurde einer schwer verwundet.
Aufgrund des Krieges fand die Hundertjahrfeier der Schule erst im Jahr 1921 statt. Im Rahmen der Feierlichkeiten artikulierten die Teilnehmer den Wunsch, einen Ehemaligenverein ins Leben zu rufen. Dieser wurde 1922 gegründet, ging 1966 in der Ernestina auf und besteht bis heute als Ehemaligennetzwerk. Bereits in der Zwischenkriegszeit wurde der Entschluss gefasst, zu Ehren der im Krieg getöteten Schulkameraden ein Ehrenmal zu errichten. Am 6. August 1933 wurde das Ehrenmal auf dem Schulhof am Kollegienplatz errichtet, wo es seither steht.
Während der Jahre des Nationalsozialismus waren deutsche Schulen gleichgeschaltet und damit auch das Gymnasium Ernestinum von den nationalsozialistischen Erziehungszielen geprägt. Deren Umsetzung erschließt sich unter anderem aus Lehrplänen und den Begriffen Rassenkunde, Wehrsport, Woche der Volksgasmaske, artfremdes Schrifttum, Verbindungslehrer zur HJ, Aufmarsch, Führernachwuchs-Auslese, Staatsjugendtag und Luftschutz- und Verdunkelungsübung. Die Schuljahresberichte der Staatliche Oberschule für Jungen in Rinteln geben Aufschluss über die Besonderheiten nationalsozialistischer Lehrinhalte, Schulveranstaltungen (wie etwa dem “Gemeinschaftsempfang” von Radioreden der Nazi-Größen) und Prüfungsthemen (insbesondere in den Abitursfächern 'Deutsch’ und 'Geschichte').
Am 17. November 1933 wurden kommunistische Schüler des Ernestinums der Schule verwiesen. Im April 1933 beschränkte im gesamten Deutschen Reich das „Gesetz gegen die Überfüllung deutscher Schulen und Hochschulen“ den Anteil von Schülern jüdischer Abstammung an höheren Schulen auf maximal 1,5 %. Nach der Reichspogromnacht 1938 war ihnen der Besuch höherer Schulen untersagt. Auch die jüdischen Bürger Rintelns waren von den antisemitischen Maßnahmen betroffen, darunter Leo Schönfeld, der 1913 als bester Abiturient des Ernestinums vom deutschen Kaiser ein Buchgeschenk erhalten hatte, als Soldat im Ersten Weltkrieg schwer verwundet worden war und 1944 in Auschwitz ermordet wurde.
Nach Kriegsbeginn 1939 erschwerten die Einberufung rund der Hälfte aller Lehrer, die von Schülern zu leistenden Hilfsdienste in Betrieben, der Mangel an Heizmaterial, später auch der Luftkrieg und zuletzt das Näherrücken der Front den geregelten Unterrichtsbetrieb am Gymnasium. Am 23. März 1945 trat das Kollegium zu einer letzten Konferenz zusammen. Die Osterferien im Jahr 1945 begannen am 26. März 1945 und dauerten bis zum Oktober, für einige Klassen bis zum Dezember 1945. 38 aktive Schüler des Ernestinums sind im Zweiten Weltkrieg als Soldaten gefallen. Der jüngste Schüler war zum Zeitpunkt seines Todes 17 Jahre alt. Aus dem Kollegium wurden drei Lehrer im Krieg getötet, darunter Studiendirektor Friedrich Wilhelm Ande.

### Die Nachkriegszeit
Nach der Kapitulation wurde die Schule vorübergehend eine amerikanische Truppenunterkunft. Nach dem Abzug der amerikanischen Soldaten durfte ab Herbst 1945 mit der Genehmigung der britischen Militärregierung der Unterricht in der nun „Oberschule für Jungen“ genannten Institution wiederaufgenommen werden. Die Arbeit an der Schule war gekennzeichnet von der allgemeinen Notsituation und zahlreichen organisatorischen Unzulänglichkeiten. Im Schulgebäude waren vorübergehend noch die Mädchen der Hildburgschule zu Gast, Unterricht wurde unter anderem in Kellerräumen, einer alten Küche, dem ehemaligen Karzer sowie in den Räumen der Direktorenvilla erteilt, die zunächst auch der Sitz des Ausschusses für Entnazifizierung war. Küchenstühle und Hocker wurden von den Schülerinnen und Schülern von zuhause mitgebracht. Aufgrund der Kriegswirren waren die Sextaner, die heutigen Fünftklässler, häufig schon bis zu 14 Jahre alt, und die Primaner, häufig Kriegsheimkehrer, bis zu 24 Jahre alt. Bis zur Währungsreform wurden für die Lehrkräfte jeweils zwei Wochen gültige Lebensmittelkarten durch das Schulsekretariat ausgestellt.

### Das neue Schulzentrum
Angesichts stetig wachsender Schülerzahlen in den 1950er und 1960er Jahren wurde das Schulgebäude aus der Vorkriegszeit schnell zu klein. Ein moderner Anbau im Jahr 1956 und die Errichtung von zwei Pavillons auf dem hinteren Schulhof im Jahr 1965 schufen nur kurzfristige Entlastung, so dass die Stadt Rinteln im Jahr 1969 beschloss, einen Neubau außerhalb der Innenstadt für das Gymnasium zu errichten. Am 30. Oktober 1975, einen Tag vor dem Gründungsdatum, wurde das neue Gebäude eingeweiht. Es umfasste in seinem ersten Bauabschnitt die Räumlichkeiten nicht nur für das Gymnasium Ernestinum, sondern auch für die Hildburg-Realschule.

## Bedeutende Lehrer
- Friedrich-Wilhelm Ande
- Paul Erdniss
- Otto Frick
- Caspar Garthe
- Ernst Wilhelm Grebe
- Otto Hartwig
- Karl Hinkel
- Gustav Hüpeden
- Eduard Adolf Jacobi
- Rudolf Kohlrausch
- Wilhelm Schmidthild
- Adam Valentin Volkmar
- Gustav Volkmar
- Friedrich Zange

## Ehemalige Schüler
Ehemalige Schüler (mit Abitursjahr), [in eckigen Klammern] anderorts
- Heinrich Althans (1924)
- Sabine Asgodom (1972)
- Barbara Baerns (1959)
- Ludwig von Bar (1904)
- Alexander Baustädt (1846)
- Friedrich von Bothmer (1825)
- Klaus-Erich Boerner [1934]
- Theodor Braun (1848)
- Oskar Bürgener (1896)
- Bernhard Bunte (1840)
- Wilhelm Theodor Oscar Casselmann (1839)
- Rudolf Disselhorst [1885]
- Franz von Dingelstedt (1831)
- Franz Wilhelm von Ditfurth (1821)
- Hans von Ditfurth (1880)
- Ludwig F. W. Duncker (1821)
- Ernst Moritz Engert
- Wilhelm Feußner (1861)
- Lars Geiges (2001)
- Eduard von Goeddaeus (1835)
- Ursula Helmhold (1975)
- Nicolaus Heutger (1952)
- Christoph Ludwig Hoffmann (1740)
- Ernst Huchzermeyer (1922)
- Carl Jacobj (1880)
- Armin Jäger (1962)
- Gerhart Jander (1912)
- Heinrich Jung (1895)
- Christian Kröner (1852)
- Hans-Joachim Knölker (1977)
- Detlef Laugwitz (1949)
- Ernst-Wilhelm Luthe (1976)
- Walter Maack (1927)
- Oskar von Meibom (1832)
- Carl Hermann Merck (1828)
- Alexander von Münchhausen (1832)
- Ludwig Münchmeyer (1905)
- Carl Oetker (1842)
- Friedrich Oetker (1831)
- Alexander von Oheimb [1838]
- Georg Osterwald (1819)
- Ulrich Reineking (1969)
- Burghard Rieger (1958)
- Eberhard Rinne (1959)
- Friedrich Rinne (1870)
- Julius Rodenberg (1851)
- Fritz Schmidt
- Jörg Schröder
- Johannes Schwerdtmann (1879)
- Otto Stamfort (1922)
- Heinz Dieter Stodolkowitz (1958)
- Gustav Süs (1836)
- Gottfried Treviranus (1909)
- Gustav Volkmar (1828)
- Ipke Wachsmuth (1968)
- Rudolf Westphal (1845)
- Ludwig Heinrich Wiederhold (1819)
- Karl Wilhelm Wippermann (1819)
- Karl Wippermann (1853)
- Regina Ziegler (1963)